# Hugh Algernon Weddell
Hugh Algernon Weddell (Birches House, Gloucestershire, 22 de juny de 1819 - Poitiers, 22 de juliol de 1877) va ser un metge i botànic anglès que s'especialitzà en flora sud-americana. Tot i nàixer a Birches House, a prop de Gloucester, de ben jovenet fou dut a França on es va criar. Feu els seus estudis a Boulogne-sur-Mer primer, i més endavant ingressà al Lycée Henri-IV de París. A la capital francesa va assistir a les classes del famós botànic Adrien de Jussieu. Aquest el va encoratjar a estudiar medicina. Jussieu el trià com a naturalista a fi de participar en l'expedició a Amèrica del Sud que havia de dirigir Francis de la Porte, comte de Castelnau. Així Weddell començà a explorar el continent amb el grup, i després sol, dedicant-s'hi a estudiar plantes com ara les cincones o la ipecacuana. Romangué sis anys al continent americà i quan tornà transportà a Europa una gran i rica col·lecció de plantes, de minerals i també diverses menes d'ocells i de mamífers. Es va casar el 1847 amb Julia Bolognesi, nadiua d'Arequipa (Perú). A desgrat d'aquell casament, al març del 1848, tornà a París sol, deixant la seva dona al seu país d'origen. Després de la seva arribada va ser nomenat com a ajudant-naturalista i treballà per la càtedra de botànica del Museu Nacional d'Història Natural de París.

## Obres
- Histoire naturelle des Quinquinas (1849)
- Additions à la flore de l'Amérique du Sud (1850)
- Voyage dans la Nord de la Bolivie (1853)
- Chloris andina: essai d'une flore de la région alpine des Cordillères de l'Amérique du Sud (dos volums) (1855-1861)